# San Martin (bande dessinée)
Pour les articles homonymes, voir San Martin.
Le San Martin est un État fictif d'Amérique du Sud, siège d'une des aventures de Tanguy et Laverdure : Les Anges noirs en 1968.
Le San Martin connait, surtout depuis la prise du pouvoir du général Larraz, des conflits avec l'État voisin de Managua. Ce litige porte surtout sur la province de Torréon, riche en pétrole et en tungstène.
Sa capitale fictive est Inagua, sa langue officielle l'espagnol ; sont également présentes des langues indiennes apparentées au nahuatl.